# ژوازیرو
ژوازیرو (به پرتغالی: Juazeiro) یک منطقهٔ مسکونی در برزیل است که در باهیا واقع شده‌است. ژوازیرو ۶٬۵۰۰٬۵۲۰ کیلومتر مربع مساحت و ۲۱۵٬۱۸۳ نفر جمعیت دارد و ۳۶۸ متر بالاتر از سطح دریا واقع شده‌است.

## خواهرخوانده
شهر سیوداد خوارس، چیئوائوا خواهرخواندهٔ ژوازیرو هست.